# Bauda (Fluss)
Die  Bauda, deutsch Baude, ist ein kleiner Fluss in der polnischen Woiwodschaft Ermland-Masuren, der in das Frische Haff (Zalew Wiślany) mündet.

## Geografie
Der 54 km lange Fluss entspringt in der Wysoczyzna Elbląska (Elbinger Höhe) auf einer Höhe von 107 m im Osten des Dorfs Milejewo (Trunz) in der gleichnamigen Gmina, fließt nach Młynary (Mühlhausen i. Ostpr.) und weiter nach Norden bis zu seiner Mündung in das Frische Haff nordöstlich von Frombork (Frauenburg). Das Einzugsgebiet wird mit 342 km² angegeben.